# Kozlivșciîna, Kotelva
Kozlivșciîna (în ucraineană Козлівщина) este localitatea de reședință a comunei Kozlivșciîna din raionul Kotelva, regiunea Poltava, Ucraina.

## Demografie
Componența lingvistică a localității Kozlivșciîna
     Ucraineană (96,14%)
     Rusă (2,12%)
Conform recensământului din 2001, majoritatea populației localității Kozlivșciîna era vorbitoare de ucraineană (96,14%), existând în minoritate și vorbitori de rusă (2,12%) și armeană (1,74%).